# Serpukhovien
Stratigraphie
Viséen Bashkirien
Pennsylvanien
| Permien                                            | Cisuralien                  | Assélien     | plus récent    |
| Carbonifère                                        | Pennsylvanien cf. Silésien  | Gzhélien     | 303.7 – 298.9  |
| Carbonifère                                        | Pennsylvanien cf. Silésien  | Kasimovien   | 307.0 – 303.7  |
| Carbonifère                                        | Pennsylvanien cf. Silésien  | Moscovien    | 315.2 – 307.0  |
| Carbonifère                                        | Pennsylvanien cf. Silésien  | Bashkirien   | 323.4 – 315.2  |
| Carbonifère                                        | Mississippien cf. Dinantien | Serpukhovien | 330.3 – 323.4  |
| Carbonifère                                        | Mississippien cf. Dinantien | Viséen       | 346.7 – 330.3  |
| Carbonifère                                        | Mississippien cf. Dinantien | Tournaisien  | 358.86 – 346.7 |
| Dévonien                                           | Supérieur                   | Famennien    | plus ancien    |
| Subdivision du Carbonifère selon l'ICS, août 2018. |                             |              |                |

Le Serpukhovien est l'étage supérieur du Mississippien dans le Carbonifère (ère Paléozoïque). Il s'étend de 330,9 ± 0,2 à 323,2 ± 0,4 millions d'années, succédant à l'étage Viséen et précédant le Bashkirien du Pennsylvanien.
Il était anciennement inclus dans le Silésien.
Il doit son nom à la ville de Serpoukhov en Russie, mais le nom de Serpukhovien en français (Serpukhovian en anglais) a été retenu par la commission stratigraphique internationale et l'Union internationale des sciences géologiques (UISG).
Il comprend les subdivisions suivantes :
- Alportien ;
- Chokiérien ;
- Amsberguien ;
- Pendleien.

## Anciennes dénominations
- Dinantien en Europe.

## Stratigraphie
Le Serpukhovien inclut quatre biozones à conodontes :
- la zone de Gnathodus postbilineatus
- la zone de Gnathodus bollandensis
- la zone de Lochriea cruciformis
- la zone de Lochriea ziegleri